# Baitul Mukarram
Baitul Mukarram, cũng viết là Baytul Mukarrom (tiếng Ả Rập: بيت المكرّم; tiếng Bengal: বায়তুল মোকাররম; Nhà Thánh) là nhà thờ Hồi giáo quốc gia của Bangladesh. Nằm ở trung tâm của Dhaka, thủ đô của Bangladesh, nhà thờ Hồi giáo được hoàn thành vào năm 1968. Nhà thờ Hồi giáo có sức chứa 30.000 người, trở thành nhà thờ Hồi giáo lớn thứ 10 trên thế giới. Tuy nhiên, nhà thờ Hồi giáo chịu ảnh hưởng quá tải, đặc biệt là vào tháng Ramadan của Hồi giáo. Kết quả là, chính phủ Bangladesh đã bổ sung các phần mở rộng cho nhà thờ Hồi giáo, tăng công suất lên ít nhất 40.000 người.